# Aleduse Buzzacarini

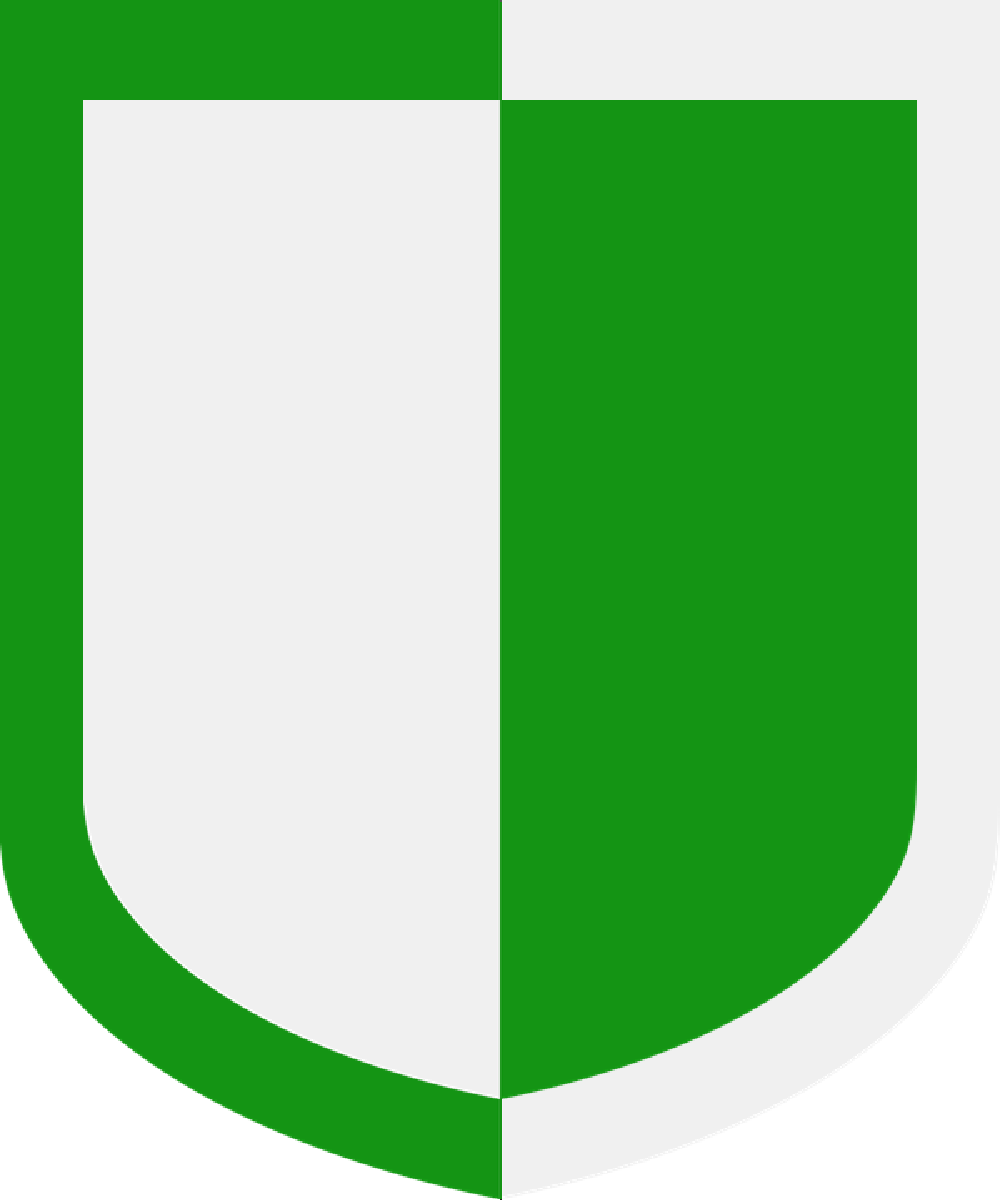
Stemma Buzzacarini

Aleduse Buzzacarini (seconda metà del XV secolo – dopo il 1515 e prima del 1525) è stato un politico italiano.

## Biografia
Proveniva da un'importante famiglia padovana, coinvolta nella vita politica della città da tempo governata della Serenissima.
Insofferente, come molti altri nobili, al dominio veneziano, prese parte a una rivolta approfittando della sconfitta di Agnadello (14 maggio 1509), quando l'esercito si ritirò dalla Terraferma.
Padova si proclamava così repubblica indipendente, ponendosi sotto la protezione di Massimiliano I. A conferma del suo ruolo di primo piano nella vicenda, il Buzzacarini celebrò la sottomissione al sovrano ponendosi alla testa di un fastoso corteo che condusse una bandiera con l'aquila imperiale alla basilica di Sant'Antonio. Dopo una messa, la processione si spostò in piazza della Signoria e issò la bandiera sulla torre.
Durante il brevissimo periodo di indipendenza, non sembra che il Buzzacarini abbia ricoperto cariche pubbliche di rilievo. Di certo, si sa che fu favorevole nel condannare a morte i ribelli fedeli a Venezia. Ebbe invece un ruolo di primo piano durante l'attacco veneziano del 16-17 luglio, che lo vide opporre una strenua ma inutile resistenza: si distinse in uno scontro nei pressi del vescovado ma, mancando l'appoggio del popolo, da sempre ostile all'aristocrazia, fu costretto a ritirarsi con altri nel castello, mentre la città veniva occupata e saccheggiata (anche la casa dei Buzzacarini fu preda dei rivoltosi). Buzzacarini riuscì comunque a mettersi in salvo grazie all'intervento di Ludovico Sambonifacio, capitano di ventura al servizio della Serenissima.
Il 4 agosto 1509 il suo nome compariva in una lista di ricercati invitati a presentarsi entro otto giorni presso il provveditore Andrea Gritti. Non essendosi fatto vivo, fu dichiarato ribelle e i suoi beni confiscati. La moglie, i figli e i fratelli, rimasti a Padova, furono costretti a trasferirsi a Venezia e a notificare quotidianamente la loro presenza
I cronisti ritengono che il Buzzacarini fosse morto in esilio, ma non è nota la data esatta. Certo era vivo nel 1515 (in quell'anno i figli riebbero parte dei beni, con l'obbligo di non venderli fintanto che il padre fosse vivo), ma era già deceduto nel 1525, quando al figlio Alvise Venseslao, militare nell'esercito imperiale, fu concesso di tornare in patria (cosa che, peraltro, non fece).